# Château de Pennautier
Le château de Pennautier est situé sur la commune de Pennautier dans le département de l'Aude en Occitanie, à 5 km de Carcassonne et à 90 km de Toulouse. Cet important domaine viticole est classé monument historique.

## Historique

### Construction au début duXVIIesièclepar la famille de Reich de Pennautier
Le château de Pennautier, surnommé le Versailles du Languedoc, a été construit en 1620, à la fin des guerres de Religion, pour Bernard de Reich de Pennautier, trésorier des États du Languedoc.
Le 14 juillet 1622, le château accueille le jeune roi Louis XIII en route pour Perpignan et Bernard de Pennautier, premier magistrat de la ville « prononce la harangue » d’accueil. Sans qu’on connaisse la raison exacte de ce cadeau, le roi offre au château son « mobilier de voyage », précieux ensemble recouvert de superbes tapisseries en laine et bourre de soie, avec un lit à baldaquin et six fauteuils dont les tapisseries peuvent se plier pour voyager sans doute dans les malles. Ce mobilier, classé Monument historique, est encore aujourd’hui soigneusement conservé dans la « chambre du Roi ».

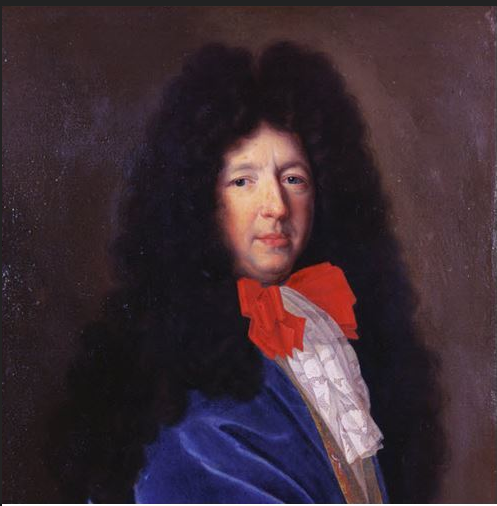
Pierre Louis de Reich de Pennautier

Quelques années plus tard, c’est Pierre Louis Reich de Pennautier, fils de Bernard, qui prend sa suite. Il est, comme son père, trésorier des États de Languedoc. Il est aussi depuis 1669 receveur général du Clergé. Il séjourne régulièrement à Versailles, à la cour de Louis XIV d’où il rapporte des modes architecturales et impulse la politique et l'économie. Saint-Simon écrira de lui qu’il était « un grand homme très bien fait, fort galant, fort magnifique, respectueux et très obligeant » et qu’« il avait beaucoup d’esprit ».
En 1670, il entame l’agrandissement de son château de Pennautier et le dessin du parc à la française, longtemps attribués à Le Vau et Le Nôtre. Fin lettré, Pierre Louis de Pennautier est un soutien actif de Molière qui séjourne et « donne la comédie » à Pennautier.
Pierre Louis de Reich de Pennautier est un grand financier de l’époque (canal du Midi, Compagnie du Levant et manufactures royales régionales). La manufacture royale de Pennautier tisse des draps à partir de la laine des moutons de la Montagne Noire toute proche. Elle regroupera jusqu’à 2000 ouvriers. Le château possède encore les catalogues d’échantillons de ces draps. Pierre Louis de Reich de Pennautier développe ses domaines qui couvrent environ 2 000 hectares à l’époque. Dès 1701, les vins de Pennautier sont « servis à la table des officiers du roi » à Versailles.

### Agrandissement par la famille de Beynaguet de Pennautier, héritière du château au début duXVIIIesiècle
À sa mort, en 1710, le château revint à ses neveux, issus de la famille de Beynaguet, qui prend alors le nom de Beynaguet de Pennautier le titre de courtoisie de marquis de Pennautier.
Jacques de Beynaguet de Pennautier, chevalier de Saint Pardoux, appelé le marquis de Pennautier, officier d’artillerie, passe la période de la révolution à Versailles et livre son témoignage des événements. Il rapporte aussi de ses voyages en Inde et en Afrique du Sud de nombreux récits, dessins et manuels militaires. En artiste éclairé, il embellit le château de collections de tableaux et objets.
Entre 1835 et 1850, son fils Rodolphe de Beynaguet de Pennautier, lance une nouvelle phase de travaux du château et l’agrandit encore en comblant la cour centrale et en rénovant l’intérieur avec notamment des sols de mosaïques à l’italienne. Il redessine le parc à l’anglaise selon la mode de l’époque.
Son fils, Georges de Beynaguet de Pennautier (1848-1925), dit aussi le marquis de Pennautier, meurt en 1925, laissant une fille unique, Ghislaine de Lécluse-Trévoëdal (1887-1959),.
En 1911, le château échappe à la vente après un accord commun entre Paule et Ghislaine de Beynaguet de Pennautier, petites filles de Rodolphe de Beynaguet de Pennautier.
La famille de Beynaguet s'éteint définitivement en 1971 au décès de madame Jean Guizard, née Odette de Beynaguet de Pennautier (1881-1971), fille unique de Gaston de Pennautier et de Louise Azaïs,.

### Rénovation par la famille de Lorgeril, héritière du domaine au début duXXesiècle

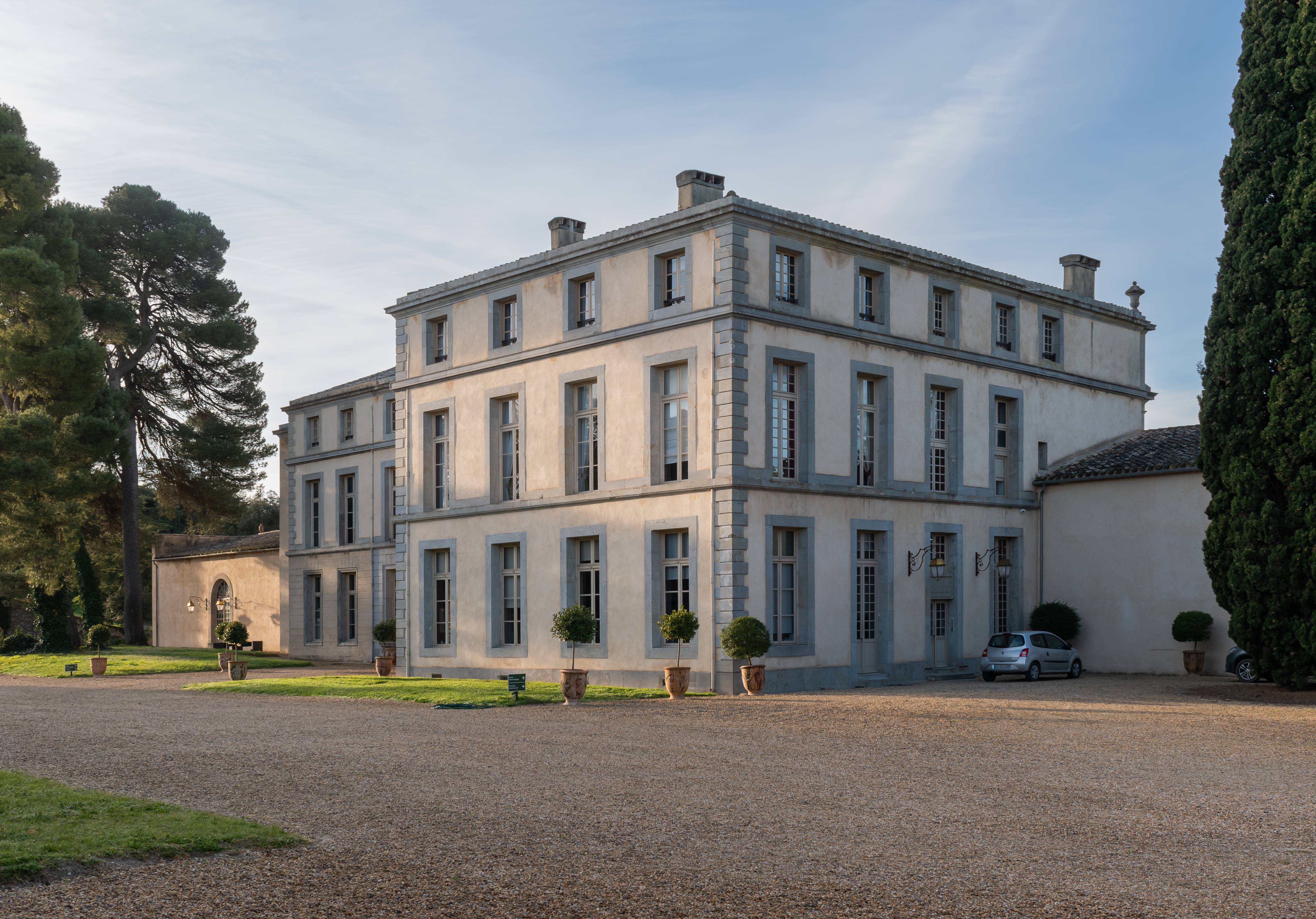
La façade arrière restaurée par les Lorgeril.

En 1910, l'héritière du domaine, Paule de Pennautier (1892-1952), fille d'Amédée de Pennautier (frère cadet de Georges de Beynaguet de Pennautier) se marie avec Christian de Lorgeril.
Dès 1920, la famille de Lorgeril entreprend une vaste rénovation qui conduira notamment à la suppression de l’aile Nord-Est endommagée par un incendie. Côté parc, l'avant-corps central est coiffé d'un imposant fronton aux armes des familles de Lorgeril et de Beynaguet de Pennautier.
En août 1944, Christian de Lorgeril, alors président de l'Action française dans l'Aude est arrêté et torturé par les Francs-tireurs et partisans,. Le journal L'Aube du 16 novembre 1950 raconte les supplices qui lui sont infligés : « Parce qu’il possédait un vaste domaine et un château historique, et sous le prétexte qu’il avait toujours professé des idées monarchistes, les ignobles individus l’ont arrêté le 22 août 1944 et torturé atrocement. Complètement nu, le malheureux dut d’abord s’asseoir sur la pointe d’une baïonnette. Puis il eut les espaces métacarpiens sectionnés, les pieds et les mains broyés. Les bourreaux lui transpercèrent le thorax et le dos avec une baïonnette rougie au feu. Le martyr fut ensuite plongé dans une baignoire pleine d’essence à laquelle les sadiques mirent le feu. Leur victime s’étant évanouie, ils le ranimèrent pour répandre ensuite sur ses plaies du pétrole enflammé. Le malheureux vivait encore. Il devait mourir, 55 jours plus tard, dans les souffrances d’un damné… ».
En 2010, la famille de Lorgeil entreprend une rénovation complète de l’édifice. À cette occasion, l’ensemble des archives du château (près de 15 m de bibliothèque) est confié en dépôt aux archives départementales de l’Aude. Le château, entièrement rénové, devient un lieu qui accueille des évènements et des séminaires d'entreprise.
La propriété est le siège des domaines et vignobles Lorgeril.
Le site est inscrit monument historique le 10 mars 1972 et le château, y compris son décor intérieur le 2 mars 1989.

## Architecture
C'est un élégant château Louis XIII aux fenêtres largement ouvertes sur une cour au sud et une cour au nord, ce qui est une nouveauté pour l’époque.
En 1670, Le Vau réalise l’élévation de deux ailes de part et d’autre de la façade, à l'est une orangerie, à l’ouest une salle de bal ou salon de musique. La façade sud est longue de 100 mètres. Le Nôtre, paysagiste de Versailles, dessine alors le parc à la française sur plus de 30 hectares.

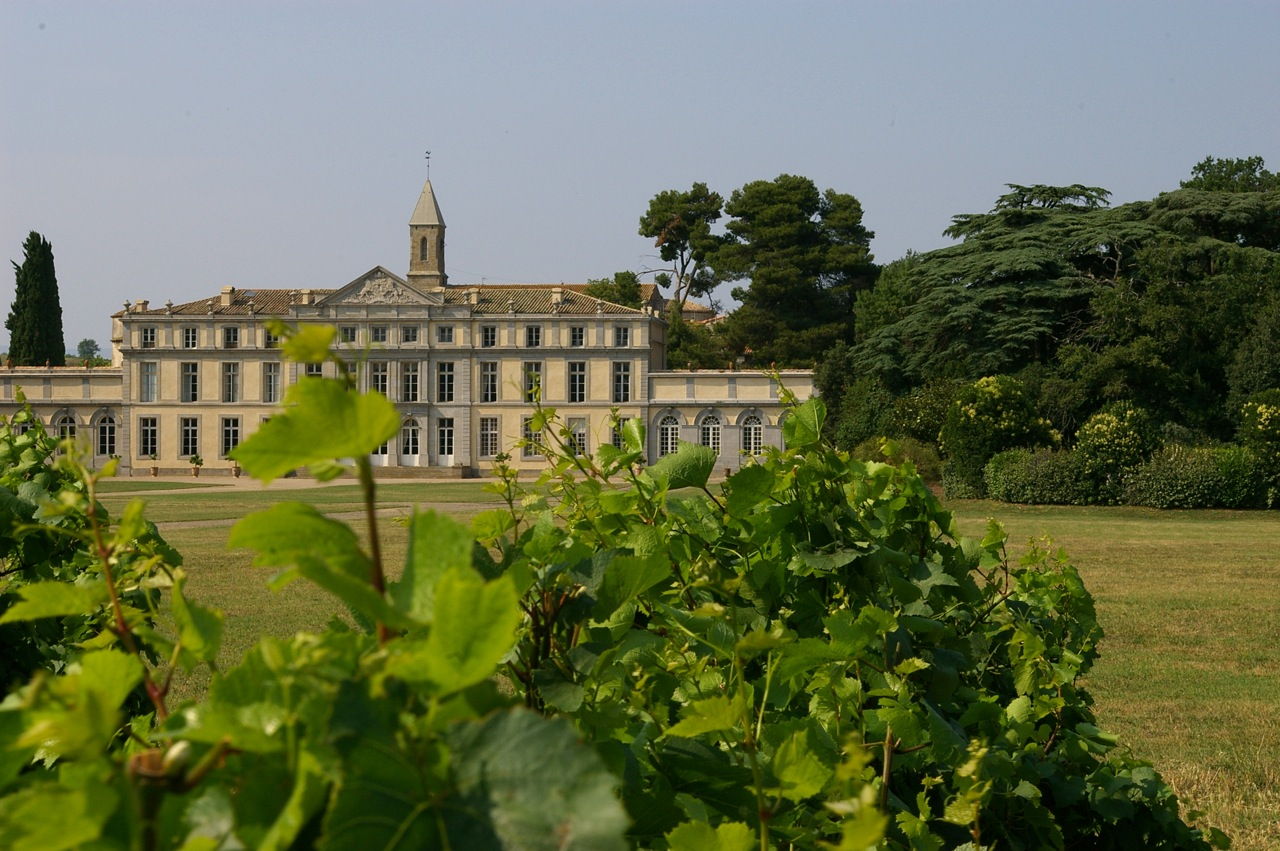
Une vue du parc
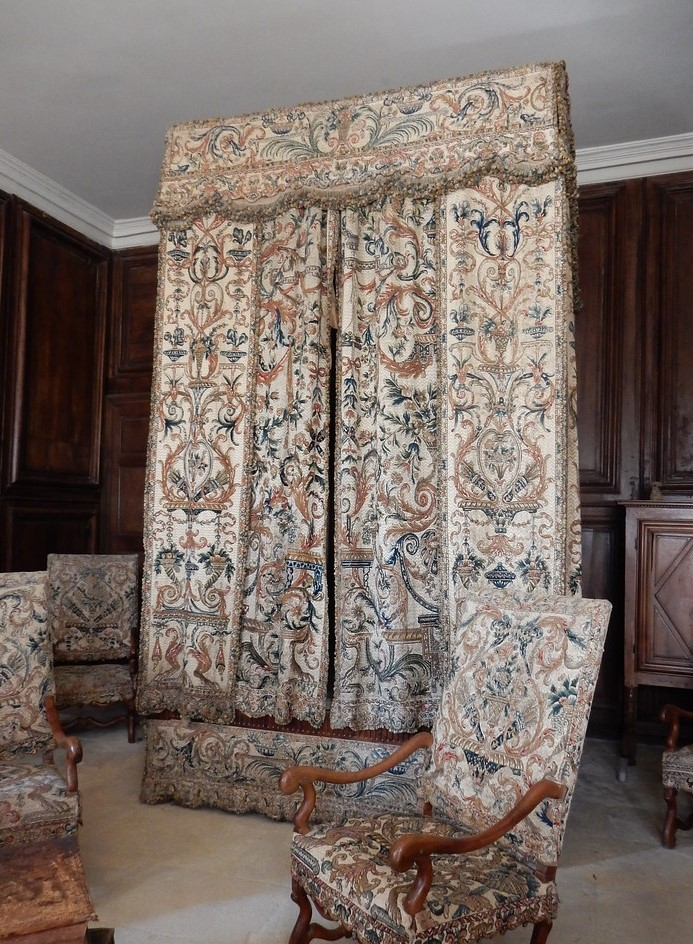
La chambre du Roi et le mobilier de voyage de Louis XIII

## Héraldique
- Famille de Reich de Pennautier : D'azur, au trèfle d'argent, à la bande d'or brochante, au chef cousu de gueules chargé de trois bandes d'or[13].
- Famille de Beynaguet de Pennautier : D'argent à une canette de sable becquée et membrée de gueules nageant sur une mer de sinople, au chef cousu d'or chargé de trois losanges du même[6]. Devise : Cara patria, carior libertas[6] ("Chère est la patrie, plus chère est la liberté").
- Famille de Lorgeril : De gueules au chevron d'argent chargé de 5 mouchetures d'hermine de sable et accompagné de trois molettes d'or[14].

Famille de Reich de Pennautier
Famille de Beynaguet de Pennautier
Famille de Lorgeril